# St. Urbanus (Guttenbach)

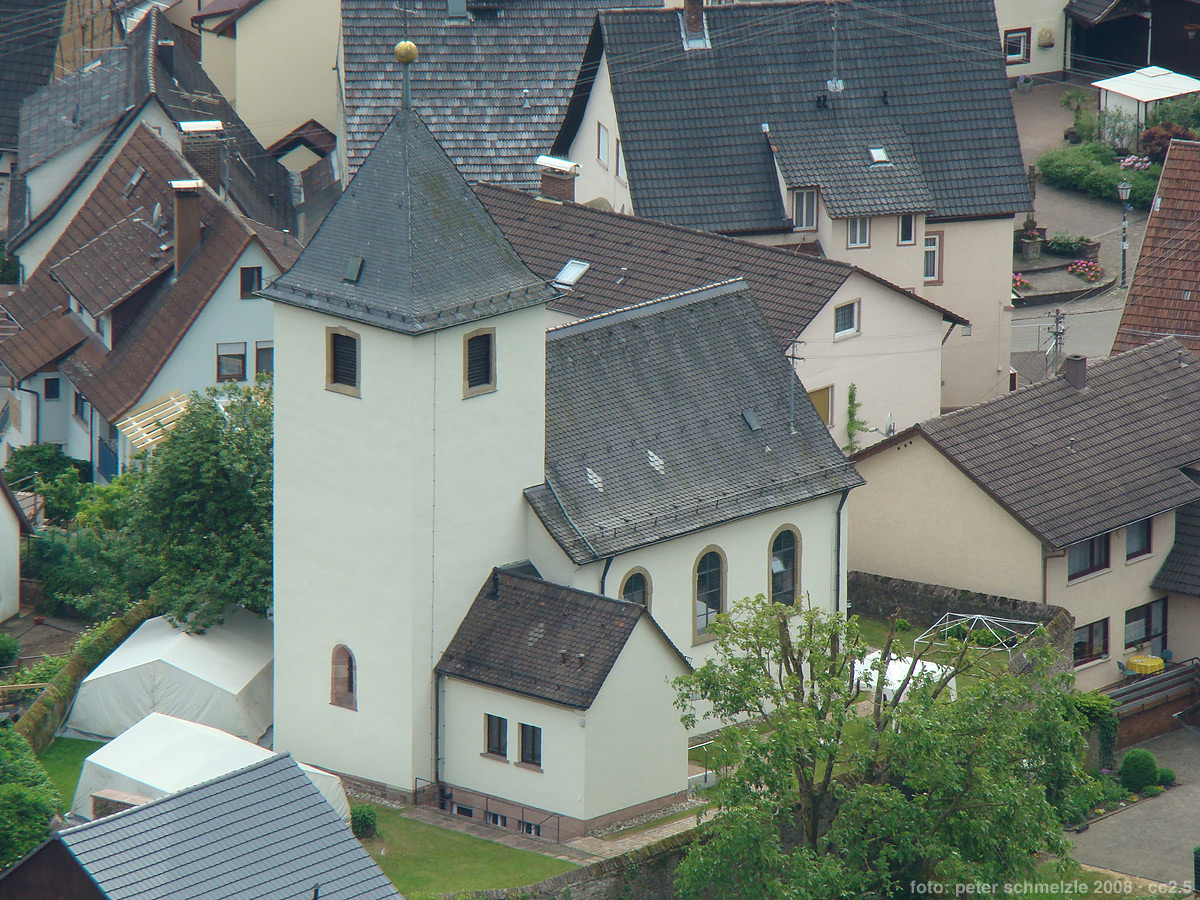
Katholische Kirche in Guttenbach

Die katholische Kirche St. Urbanus in Guttenbach, einem am linken Ufer des Neckars liegenden Ortsteil von Neckargerach im Neckar-Odenwald-Kreis im nördlichen Baden-Württemberg, ist ein historisches Kirchengebäude, dessen Turm im Kern aus dem 13. Jahrhundert stammt und dessen Kirchenschiff im 18. Jahrhundert erbaut wurde. Sie ist Filialkirche der Pfarrgemeinde St. Afra in Neckargerach: vorreformatorisch gehörte sie zu Neunkirchen (Baden).

## Geschichte
Die auf einer leichten Anhöhe im Ortskern von Guttenbach gelegene Kirche ist die ursprüngliche Kirche des Ortes, die im 16. Jahrhundert reformiert und bei der pfälzischen Kirchenteilung 1707 wieder katholisch wurde. Das heutige Kirchengebäude wurde seit 1780 erbaut, wobei der Unterbau des mit dem Turmchor nach Osten ausgerichteten Kirchturms noch aus dem 13. Jahrhundert stammt. Nach Norden ist an den Turm eine Sakristei angebaut. Bei einer Sanierung in den 1960er Jahren wurde die historische Ausmalung der Kirche zerstört. Im Jahr 2007 fanden weitere Renovierungsarbeiten im Inneren der Kirche statt. Der Boden der Kirche hatte starke Feuchtigkeitsschäden und musste daher erneuert werden.
In der die Kirche umgebenden historischen Kirchenmauer ist ein schmuckvolles Epitaph für Ludwig von Habern († 1555) erhalten. Die Herren von Habern hatten im 16. Jahrhundert die Ortsherrschaft in Guttenbach inne, auf sie geht auch der Ausbau der nahen Minneburg zurück.

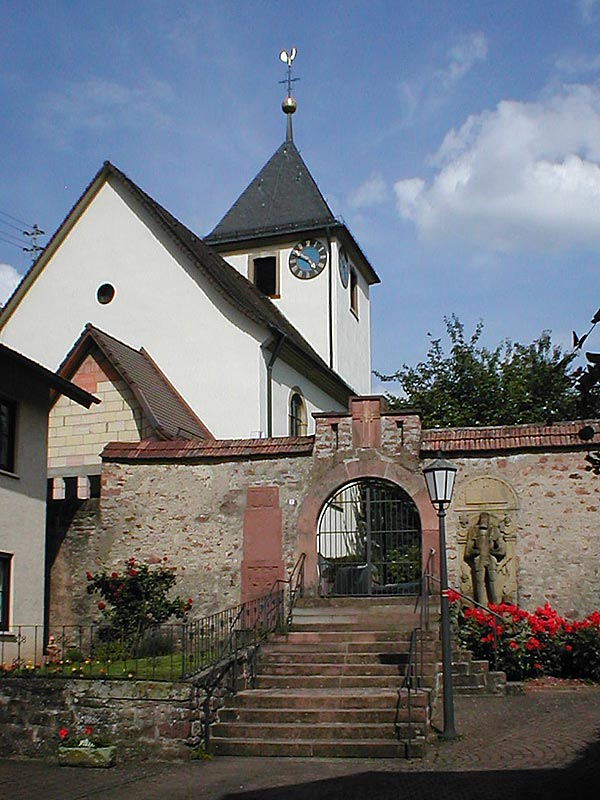
Historische Kirchhofmauer
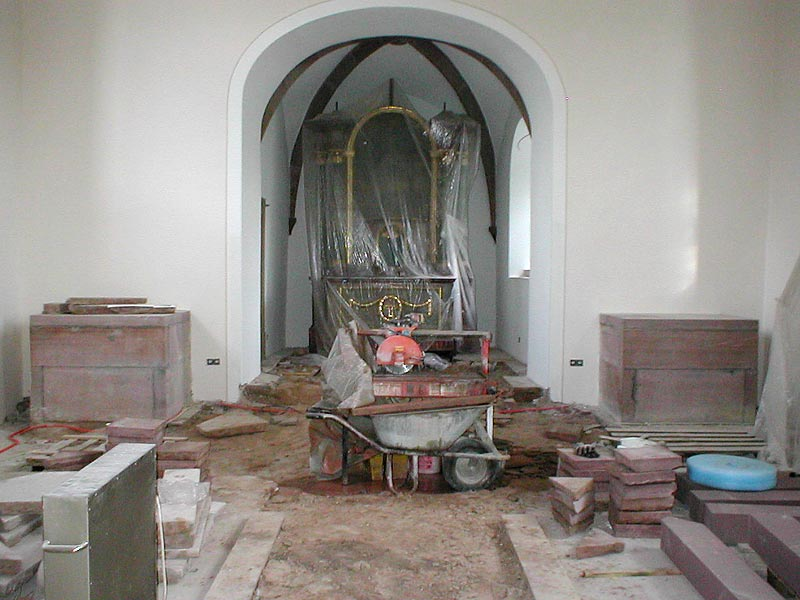
Innenraum während der Renovierung 2007
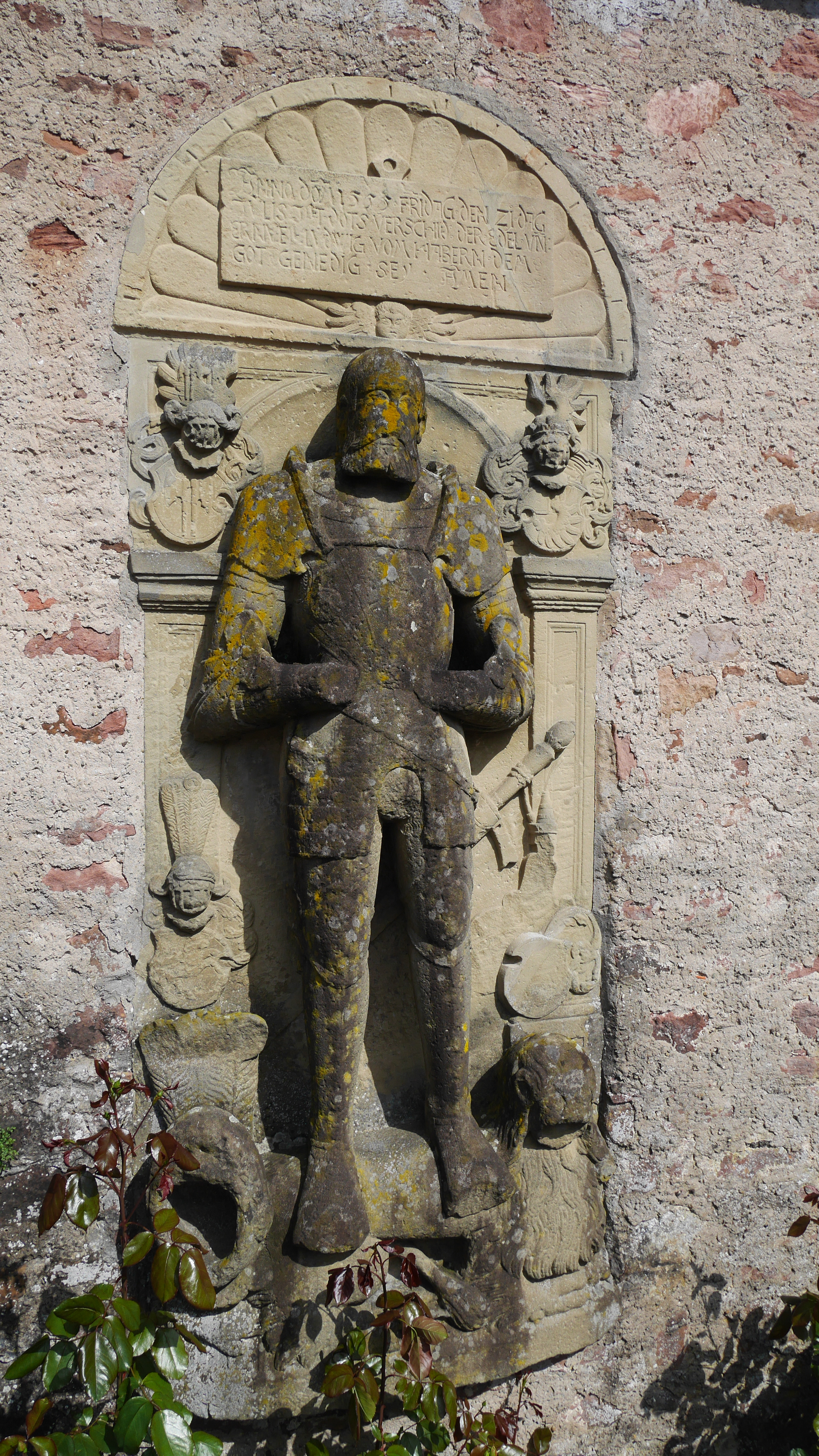
Habern-Epitaph